# Vadim Glowna

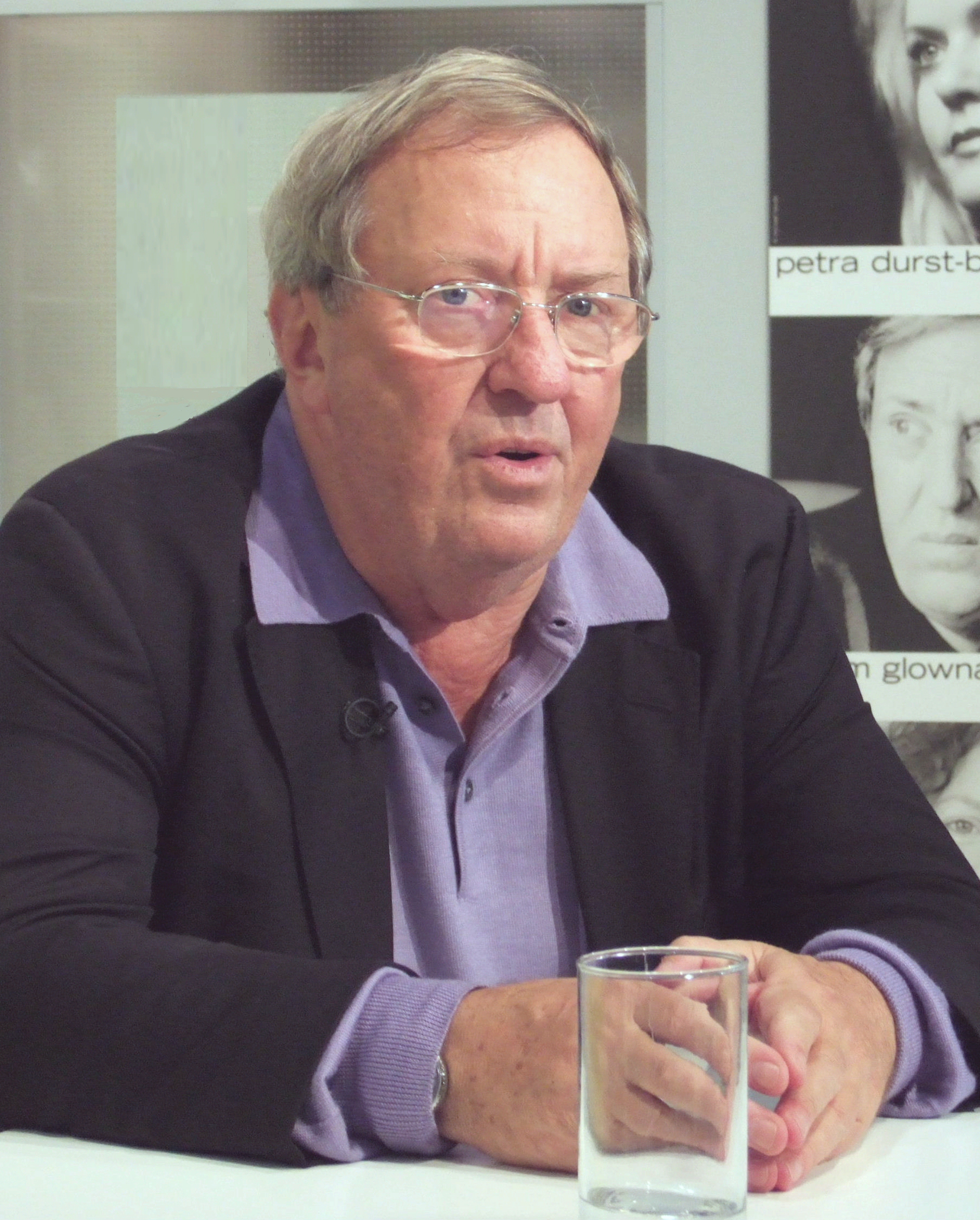
Glowna w 2006 roku

Vadim Glowna (ur. 26 września 1941 w Eutin, zm. 24 stycznia 2012 w Berlinie) – niemiecki aktor, reżyser, scenarzysta, producent i muzyk. Zagrał w ponad 160 filmach i serialach.

## Życiorys
Vadim Glowna urodził się 26 września 1941 w Eutin, w Niemczech. Kiedy dorastał, jego rodzice byli w separacji. Nazwisko odziedziczył po swoim ojczymie - Polaku, który był kapitanem statków. Matka prowadziła kwiaciarnię. 
Po raz pierwszy trafił na ekran w wieku ośmiu miesięcy w melodramacie Veita Harlana Immensee (Immensee: ein deutsches Volkslied, 1943) wg powieści Theodora Storma z Kristiną Söderbaum i Carlem Raddatzem, trzecim kolorowym filmie niemieckiej kinematografii wspierającym nazistowską propagandę.
Początkowo studiował teologię, ale zrezygnował ze studiów. Pracował jako marynarz na statku, boy hotelowy, taksówkarz, perkusista i dziennikarz prasowy w Hamburgu. Ostatecznie w 1964 postanowił zostać aktorem i reżyserem. Pracował nie tylko w telewizji, ale również w teatrze.
W 1967 ożenił się z aktorką Verą Tschechową. W 1980 założyli firmę produkcyjną "Atossa-Film". W 1990 wzięli rozwód.
Vadim Glowna miał bardzo rozpoznawalny, gardłowy głos. Aktor zmarł po krótkiej chorobie 24 stycznia 2012 w wieku 70 lat w berlińskim szpitalu.

## Filmografia

### Filmy
- 1943: Immensee jako dziecko
- 1964: Der Spaßvogel
- 1965: Held Henry jako francuski żołnierz
- 1965: Im Schatten einer Großstadt jako Johnny Danner
- 1966: Frühlings Erwachen jako Melchior Gabor
- 1967: Zuchthaus jako Robert Labitzke
- 1967: Verbrechen mit Vorbedacht jako Anton Katz
- 1968: Liebe und so weiter jako Rob Studebecker
- 1968: Der eine und der andere jako Rolf
- 1968: Tramp oder der einzige und unvergleichliche Lenny Jacobsen jako Guido
- 1969: Horror jako Alex
- 1969: Reise nach Tilsit jako Taruttis
- 1970: Gezeiten jako Peter Bröhan
- 1970: Die Gartenlaube jako Ferdinand
- 1970: Opfer jako Michael Hoppe
- 1971: Die Tote aus der Themse jako David Armstrong
- 1971: Die Nacht von Lissabon
- 1971: Biskuit jako Roschkott
- 1971: Leb wohl, Judas jako Judas
- 1972: Herlemanns Traum oder Das andere Leben jako Herlemann i Herbert Brenner
- 1972: La Jalousie
- 1973: Victor oder Die Kinder an die Macht jako Victor
- 1974: Ermittlungen gegen Unbekannt jako Herbert Lang
- 1974: Ulla oder Die Flucht in die schwarzen Wälder
- 1975: Ein deutsches Attentat jako August Reinsdorf
- 1975: Polly oder Die Bataille am Bluewater Creek jako Morano
- 1976: Psie serce jako Schwonder
- 1976: Police Python 357 jako inspektor Abadie
- 1976: Sladek oder Die schwarze Armee jako Franz
- 1977: Prosperos Traum jako Caliban
- 1977: Die Brüder
- 1977: Żelazny Krzyż jako kapral Kern
- 1977: Gruppenbild mit Dame jako Erhard Schweigert
- 1977: Zeit der Empfindsamkeit
- 1977: Główny wykonawca jako Max Schneider
- 1978: Das verschollene Inka-Gold jako Brian Jones
- 1979: Krwawa linia jako dr Emile Joeppli
- 1979: L'associé jako Marc Duphorin
- 1979: Der Schneider von Ulm jako Kaspar Fesslen
- 1979: Geschichten aus dem Wienerwald jako spowiednik
- 1980: Monitor
- 1980: Śmierć na żywo jako Harry Graves
- 1981: Desperado City jako Paul
- 1981: Polnischer Sommer
- 1982: Feine Gesellschaft - beschränkte Haftung jako Raimund
- 1982: Limuzyna Daimler-Benz jako niemiecki konsul von Ziegler
- 1983: Dies rigorose Leben jako pan młody
- 1983: Ediths Tagebuch jako Paul Baumeister
- 1984: Rok spokojnego słońca jako Herman
- 1984: Sinobrody (Blaubart) jako dr Felix Schaad
- 1985: Ein fliehendes Pferd jako Helmut Halm
- 1986: Das Totenreich
- 1986: Tarot jako kierowca
- 1987: Des Teufels Paradies jako kapitan Davidson
- 1987: Opération Ypsilon jako Otchenko
- 1988: Lucas läßt grüßen
- 1988: Er-Sie-Es jako profesor Leitner
- 1988: Drei D
- 1988: Gdzieśkolwiek jest, jeśliś jest... jako profesor
- 1989: L'assassina jako Gambrini
- 1989: Georg Elser - Einer aus Deutschland jako kupiec
- 1990: Projekt Aphrodite
- 1990: Die Spitzen der Gesellschaft
- 1990: Spokojne dni w Clichy
- 1990: Das zweite Leben jako Donald Anders
- 1991: Detektyw Extralarge: Zabójca z Miami jako Silveth
- 1991: Scheidung a la carte jako Paul
- 1991: Tandem jako Rudolf
- 1991: Die Bank ist nicht geschädigt jako Passack
- 1992: Verflixte Leidenschaft jako Ludwig
- 1992: Mandelküsschen jako Herbert
- 1992: Die Lügnerin jako Fred
- 1993: Die Skrupellosen - Hörigkeit des Herzens
- 1993: Im Himmel hört Dich niemand weinen jako Baal
- 1994: Das gläserne Haus
- 1994: 1945 jako Schönauer
- 1995: Heimliche Zeugen
- 1997: Solomon jako król Hiram
- 1998: Das Datum jako tatuażysta
- 1998: Das elfte Gebot jako Wolf
- 1998: To wszawe nagie życie jako Heinrich George
- 1998: Dunckel jako Karl Dunckel
- 1998: Candy jako Schulz
- 1999: Todsünden - Die zwei Gesichter einer Frau jako Gregor Altmann
- 2000: Nietykalna jako Bruno
- 2000: Kalt ist der Abendhauch jako Eberhard Hoffmann
- 2001: Viktor Vogel - Commercial Man jako Werner Stahl
- 2001: Stacjakoncowa jako Neumann
- 2001: Suck My Dick
- 2001: Verbotene Küsse jako Garwitz
- 2001: Planet der Kannibalen jako Oskar Wagenknecht
- 2002: Baader jako Kurt Krone
- 2002: Dienstreise - Was für eine Nach jako Rocco
- 2003: Der alte Affe Angst jako Klaus
- 2003: Sternzeichen jako Boley
- 2003: Schwabenkinder jako Anton Raiter
- 2003: In der Mitte eines Lebens jako Ernst Esche
- 2003: Matka Courage i jej dzieci jako kucharz
- 2003: Mein Name ist Bach jako Johann Sebastian Bach
- 2004: Die Rückkehr des Vaters jako Heinrich Giese
- 2004: Agnes i jego bracia jako Günther Tschirner
- 2004: Die Rosenzüchterin jako Julien Lacroix
- 2005: Mutterseelenallein jako adwokat
- 2006: Lapislazuli - Im Auge des Bären jako pustelnik
- 2006: Vier Minuten jako Gerhard von Loeben
- 2006: Das Haus der schlafenden Schönen jako Edmond
- 2008: Gonger - Das Böse vergisst nie jako Otto Schwarz
- 2009: Die Rebellin
- 2009: Auftrag Schutzengel jako Werner Sievert
- 2010: Inspektor Barbarotti - Mensch ohne Hund jako Karl-Erik Hermansson
- 2010: Der letzte Weynfeldt jako dr Baier
- 2011: Hitler's Grave jako Rabin
- 2012: Jack Irish: Bad Debts jako Charlie

- 1966: Intercontinental Express jako pasażer bez biletu
- 1969: Der Kommissar jako Palacha
- 1970: 11 Uhr 20 jako Lassowski
- 1970: Recht oder Unrecht jako Louis Dettlinger
- 1970: Der Kommissar jako Willi Klett
- 1974: Der Kommissar jako Alexander Strassner
- 1976: Derrick jako Alfred Recke
- 1976: Ketten jako Johnson
- 1977: Der Alte jako Gustav Peukert
- 1978: Notsignale jako Fred
- 1978: Dalli Dalli
- 1978: The Martian Chronicles jako Sam Hinston
- 1981: Exil jako Fritz Benjamin
- 1982: Tatort jako Schrader
- 1989: Ein Fall für zwei jako Ulrich Gloss
- 1989: Das Milliardenspiel jako Zurstiege
- 1989: Tatort jako Leszek
- 1991: Insel der Träume jako Claudio de Brahe
- 1992: Die Männer vom K3 jako Hugo
- 1992: Ein Fall für zwei jako Friedrich Winkler
- 1993: Ein Fall für zwei jako dr Simons
- 1993: Tatort jako Juwelier Drätsch
- 1994: Die Stadtindianer jako Volker Föhr
- 1994: Cornelius hilft
- 1994: Faust jako Dengel
- 1994: Doppelter Einsatz jako Bluhm
- 1994: Anwalt Abel jako Anstrutter
- 1995: Inka Connection jako dr Simon
- 1995: A.S. jako Thorwald
- 1995: Eine Frau wird gejagt
- 1996: Peter Strohm
- 1996: Balko jako Oskar Senftenberg
- 1997: Ein Mord für Quandt jako Christian Wunder
- 1998: Der Alte jako Burghard Warnow
- 1999: Siska jako Gerhard Reubel
- 1999: Rosa Roth jako Lothar
- 2000: Polizeiruf 110
- 2000: Mordkommission jako Henry Kroeger
- 2000: Les misérables
- 2000: Das Traumschiff jako Sigurd Kroll
- 2000: Tatort jako profesor Kleist
- 2001: Ein Fall für zwei jako Helmut Horla
- 2001: Der Alte jako Christoph Ballrock
- 2002: Highspeed - Die Ledercops jako Riccardo Trebbin
- 2002: Der letzte Zeuge jako Norbert van Husen
- 1993, 2003: Wolffs Revier jako Hartmut Berger
- 2003: Die Verbrechen des Professor Capellari jako Jarnach
- 2004: Der letzte Zeuge jako Thomas Irion
- 2005: Kanzleramt jako Kai Uwe Harmssen
- 2005: Nachtschicht jako Blinder
- 2005: Tatort jako Ulrich Wahl
- 2006: Der Alte jako lekarz
- 2007: Ein starkes Team jako Harald Fries
- 2008: Alles was recht ist jako dr Jobst Grübel
- 2008: Der Alte jako Friedhelm Staller
- 2010: Tatort jako Paul Krafft
- 2011: Stubbe - Von Fall zu Fall jako Anatol Schnittke
- 2011: Prawdziwa historia rodu Borgiów jako Jorge da Costa

### Reżyser
- 1981: Desperado City
- 1983: Dies rigorose Leben
- 1985: Tschechow in meinem Leben]
- 1987: Des Teufels Paradies
- 1992: Eines Tages irgendwann
- 1992: Der Brocken
- 1993: Tatort
- 1995: Eine Frau wird gejagt
- 1995: Eine Frau wird gejagt
- 1996: Peter Strohm
- 1996: Der Alte
- 1997: Der Alte
- 1998: Der Alte
- 1998: Der Schnapper: Blumen für den Mörder
- 1998: Siska
- 1999: Siska
- 1999: Der Alte
- 2000: Siska
- 2002: Der Alte
- 2006: Der Alte
- 2006: Das Haus der schlafenden Schönen
- 2007: Siska
- 2007: Der Alte
- 2008: Siska
- 2008: Der Alte
- 2009: Der Alte
- 2010: Der Alte

### Producent
- 1981: Desperado City
- 1983: Dies rigorose Leben
- 1987: Des Teufels Paradies
- 2006: Transylvania
- 2006: Das Haus der schlafenden Schönen
- 2007: Breathful
- 2007: Smoqing
- 2008: Epicalypse Now
- 2009: Immortal Memory
- 2011: Hitler's Grave

### Scenarzysta
- 1981: Desperado City
- 1983: Dies rigorose Leben
- 1985: Tschechow in meinem Leben]
- 1987: Des Teufels Paradies
- 1993: Tatort
- 2006: Das Haus der schlafenden Schönen

### Kompozytor
- 1971: Biskuit